# Shalom aleijem
Shalom alejem (en hebreo שלום עליכם shālôm ʻalêḵem; en yidis שלום־עליכם şolem aleyxem) es un poema litúrgico que los judíos observantes cantan los viernes por la noche para dar la bienvenida al Shabat.

## Origen y significado del canto
Escrito por cabalistas de la ciudad de Safed a finales del siglo XVII. Según el Talmud de Babilonia, dos ángeles que simbolizan la buena inclinación (yetzer tová) y la mala inclinación (yetzer hará) acompañan a cada persona judía en el camino de vuelta desde la sinagoga hasta su casa, los viernes por la noche. 
Si la casa ha sido previamente preparada para el Shabat, las velas del Shabat han sido encendidas previamente, la mesa está servida, ha sido previamente horneado el pan especial para el Shabat llamado Jalá, y sobre la mesa hay como mínimo una copa de vino kosher, el ángel que representa a la buena inclinación recitará una bendición diciendo "que el próximo Shabat sea igual"; el ángel que representa a la mala inclinación estará entonces obligado a responder "Amén". 
Pero si la casa no ha sido preparada previamente para el Shabat, el ángel que representa la mala inclinación dirá lo mismo, y el ángel que representa a la buena inclinación estará igualmente obligado a decir "Amén".
Después del poema, algunas personas agregan un versículo para hacer hincapié en que la oración que incluye el poema no se dirige a los ángeles, sino a Dios mismo para que Él envíe su bendición a través de los ángeles.

## El poema
La letra, en hebreo:
| שָׁלוֹם עֲלֵיכֶם מַלְאֲכֵי הַשָּׁרֵת מַלְאֲכֵי עֶלְיוֹן מִמֶּלֶךְ מַלְכֵי הַמְּלָכִים הַקָּדוֹשׁ בָּרוּךְ הוּא בּוֹאֲכֶם לְשָׁלוֹם מַלְאֲכֵי הַשָּׁלוֹם מַלְאֲכֵי עֶלְיוֹן מִמֶּלֶךְ מַלְכֵי הַמְּלָכִים הַקָּדוֹשׁ בָּרוּךְ הוּא בָּרְכוּנִי לְשָׁלוֹם מַלְאֲכֵי הַשָּׁלוֹם מַלְאָכִי עֶלְיוֹן מִמֶּלֶךְ מַלְכֵי הַמְּלָכִים הַקָּדוֹשׁ בָּרוּךְ הוּא צֵאתְכֶם לְשָׁלוֹם מַלְאֲכֵי הַשָּׁלוֹם מַלְאָכִי עֶלְיוֹן מִמֶּלֶךְ מַלְכֵי הַמְּלָכִים הַקָּדוֹשׁ בָּרוּךְ הוּא |
De acuerdo a la pronunciación sefardí transliterada al español, la canción en hebreo se pronuncia:
Shalom Alejem malajé hash-sharet malajé El-yón,
mim-mélej maljé ham-melajim Hak-kadosh Baruj Hu.
Boajem leshalom malajé hash-shalom malajé El-yón,
mim-mélej maljé ham-melajim Hak-kadosh Baruj Hu.
Barejuni leshalom malajé hash-shalom malajé El-yón,
mim-mélej maljé ham-melajim Hak-kadosh Baruj Hu.
Betsetejem leshalom malajé hash-shalom malajé El-yón,
mim-mélej maljé ham-melajim Hak-kadosh Baruj Hu.

Según la pronunciacíon asquenazí:
Shalom aleijem malajei hasharet malajei Elyón
mimelej maljei hamelajim Hakadosh Baruj Hu.
Boajem leshalom malajei hashalom malajei Elyón
mimelej maljei hamelajim Hakadosh Baruj Hu.
Barejuni leshalom malajei hashalom malaji Elyón
mimelej maljei hamelajim Hakadosh Baruj Hu.
Tsetejem leshalom malajei hashalom malaji Elyón
mimelej maljei hamelajim Hakadosh Baruj Hu.
La traducción al español es la siguiente:
Que la paz esté con vosotros, ángeles ministeriales, ángeles del Altísimo,
el Supremo Rey de reyes, es Santo bendito es.

Que su venida sea en paz, ángeles de paz, ángeles del Altísimo,
el Supremo Rey de reyes, es Santo bendito es.
Bendecidme con paz, ángeles de paz, ángeles del Altísimo,
el Supremo Rey de reyes, es Santo bendito es.
Que su salida sea en paz, ángeles de paz, ángeles del Altísimo,
el Supremo Rey de reyes, es Santo bendito es.

## Melodías
Diferentes melodías han sido compuestas para la oración "Shalom Alejem". La melodía lenta fue compuesta por el rabino estadounidense Israel Goldfarb el 10 de mayo de 1918 mientras estaba sentado cerca de la escultura Alma Mater frente a la Low Memorial Library en la Universidad de Columbia. El trabajo del Rabino Goldfarb se presume que está basado en las melodías jasídicas tradicionales. El autor escribió en 1963, "La popularidad de la melodía no viajó solo a través de este país, sino por todo el Mundo; por lo que mucha gente llegó a creer que la canción fue revelada a Moisés en el Monte Sinaí." La melodía rápida tradicional fue compuesta por el Rabino Shmuel Brazil.